# Olle Johansson (docent)
Olle Johansson har en docentur i cellbiologi, histologi och neurobiologi. Olle Johansson har varit med och författat ett stort antal vetenskapliga originalarbeten, översiktsartiklar och bokkapitel, till exempel i tidskrifter såsom Science och Nature. Han har disputerat för medicine doktorsgrad vid Karolinska institutet.

## Forskning
Bland Olle Johanssons forskningsarbeten märks:
- Exponering av hud på kort avstånd från bildskärmar. Redan efter 4 timmar kunde noteras hudförändringar hos vissa av försökspersonerna. Efter 24 timmar hade dessa återgått till det normala. [1]

- Sambanden mellan utbyggnaden av FM-radionätet och mobiltelefonnäten och hudcancern malignt melanom. [2]

- Sambanden mellan utbyggnaden av FM-radionätet och mobiltelefonnäten och dödligheten i Alzheimers sjukdom. [3]

Olle Johansson deltog 1998 i den så kallade RALF-utredningen, en utredning från Rådet för arbetslivsforskning, som bland annat undersökte samband mellan ohälsa och elektriska fält. Utredningen avvisade samband men Olle Johansson reserverade sig mot rapporten med hänvisning till att utredningen inte tog hänsyn till biologisk forskning på människor och djur.
Johansson har engagerat sig för att dagens gränsvärden för elektromagnetiska fält skall sänkas. Bland annat har han undertecknat Salzburgresolutionen och Beneventoresolutionen.

## Kritik
Johansson har kritiserats för sina slutsatser, som bedömts vara till stor del baserade på hypotetiska resonemang och gå emot vad sambanden egentligen visar.
2004 tilldelades han utmärkelsen årets förvillare av föreningen Vetenskap och Folkbildning.
2016 bidrog Johansson till rapporten Guideline 2015 for the prevention, diagnosis and treatment of EMF-related health problems and illnesses som publicerades i Reviews on Environmental Health och hävdade att elöverkänsliga kunde få hälsoproblem efter att ha blivit exponerade för bland annat trådlösa nätverk. Rapporten drogs kort efteråt in på grund av plagiat.